# Bělá nad Radbuzou
Bělá nad Radbuzou − miasto w Czechach, w kraju pilzneńskim. Według danych z 31 grudnia 2003 powierzchnia miasta wynosiła 8331 ha, a liczba jego mieszkańców 1812 osób. Leży nad rzeką Radbuza.
W mieście jest stacja kolejowa Bělá nad Radbuzou.

## Demografia
| Rok             | 1970 | 1980 | 1991 | 2001 | 2003 | 2023 |
| --------------- | ---- | ---- | ---- | ---- | ---- | ---- |
| Liczba ludności | 1712 | 1573 | 1707 | 1727 | 1812 | 1718 |

Źródło: Czeski Urząd Statystyczny